# Piotr Aleksiejew (filozof)
Piotr Wasiljewicz Aleksiejew (ros. Пётр Васильевич Алексеев; ur. 21 maja 1932 w Borisoglebsku, zm. 30 maja 2021 w Moskwie) – radziecki filozof, dawniej przedstawiciel filozofii marksistowsko-leninowskiej, specjalista w zakresie teorii poznania i historii filozofii rosyjskiej, uhonorowany tytułem „Zasłużony Profesor Uniwersytetu Moskiewskiego”. W 1956 ukończył studia na wydziale filozofii Moskiewskiego Uniwersytetu Państwowego, gdzie wykładał od 1970 roku, a w 1981 objął stanowisko profesora katedry materializmu dialektycznego. W latach 1988–1989 wykładał filozofię na Uniwersytecie Karola w Pradze .